# Julien Ries
Julien Ries (19 de abril de 1920 - 23 de fevereiro de 2013) foi um cardeal belga, historiador religioso e professor.

## Biografia
Obteve doutorados em teologia e filosofia, e uma licenciatura em filologia e história Oriental da Universidade Católica de Louvain-la-Nevue, em 1960.
Foi ordenado para a diocese de Namur. Professor de história das religiões na Université Catholique de Louvain-la-Neuve, de 1960 até 1990. Fundador do Centre d'Histoire des Religions naquela universidade. De 1979 a 1985, foi membro do Pontifício Conselho para o Diálogo Inter-Religioso. A Académie Française lhe concedeu o prêmio Dumas-Millier em 1986, e o prêmio Furtado em 1987. Em 2009, ele doou seus livros e papéis para a Universidade Católica da Università Cattolica del Sacro Cuore, em Milão. Ele recebeu um diploma honorário da Faculdade de Educação da Université Catholique de Louvain-la-Neuve.
No dia 6 de janeiro de 2012 o Papa Bento XVI anunciou a sua nomeação como Cardeal. Em 23 de janeiro de 2012 foi nomeado arcebispo titular de Bellicastrum, tendo sido consagrado bispo em 11 de fevereiro. No Primeiro Consistório Ordinário Público de 2012, realizado em 18 de fevereiro, recebeu o barrete cardinalício, o anel de cardeal e o título de cardeal-diácono de Santo António de Pádua na Circonvallazione Appia.
Faleceu a 23 de fevereiro de 2013.